# Karl-Heinz Lünenstraß
Karl-Heinz Lünenstraß (* 28. November 1919 in Dahlhausen, Ruhr; † 16. Mai 1963 in Mettmann) war ein deutscher Politiker der SPD.

## Leben und Beruf
Nach einer Schriftsetzerlehre in den Jahren 1934 bis 1937 und dem anschließenden Reichsarbeitsdienst war Lünenstraß bis zum Kriegsausbruch im Jahr 1939 als Graphiker und Schriftsetzer tätig. Im Zweiten Weltkrieg war er Soldat bei der Kriegsmarine. Nach Kriegsende war er zunächst wieder in seinem erlernten Beruf tätig und beteiligte sich an der Gründung der IG Druck und Papier in Moers.

## Partei
In der Weimarer Republik gehörte Lünenstraß bereits als Kind den Falken an. Im Jahr 1945 trat er der SPD bei und baute die Jungsozialisten in Moers mit auf. 1947 wurde Lünenstraß hauptamtlicher Parteisekretär der SPD in Geldern. Im Jahr 1949 wechselte er in gleicher Funktion in den Landkreis Düsseldorf-Mettmann.

## Abgeordneter
Lünenstraß gehörte seit 1952 der Stadtvertretung von Mettmann an, wo er bis 1956 Vorsitzender der SPD-Fraktion war. 1956 wurde er auch in den Kreistag im Landkreis Düsseldorf-Mettmann gewählt. Lünenstraß gehörte von 1957 bis zu seinem Tode im Mai 1963 dem Deutschen Bundestag an.

## Öffentliche Ämter
In den Jahren 1956 bis 1961 war Lünenstraß Bürgermeister von Mettmann.